# Gärdehov

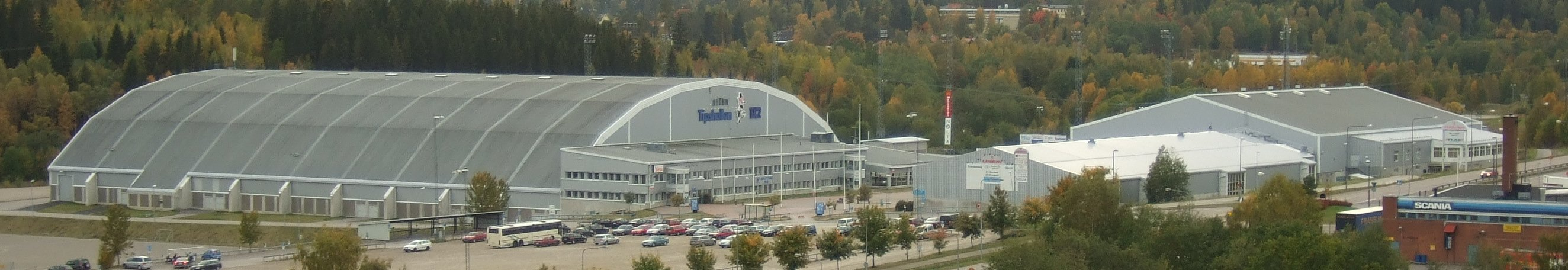
Hala Gärdehov

Gärdehov – szwedzka hala widowiskowo-sportowa w Sundsvall. Została wybudowana w 1966. Mecze na nim rozgrywa miejscowy klub IF Sundsvall Hockey. Hala może pomieścić 2500 widzów.